# Rothschildia aroma
Rothschildia aroma är en fjärilsart som beskrevs av William Schaus 1905. Rothschildia aroma ingår i släktet Rothschildia och familjen påfågelsspinnare. Inga underarter finns listade.